# Lukovit
Lukovit (în bulgară Луковит) este un oraș în Obștina Lukovit, Regiunea Loveci, Bulgaria, situat pe râul Zlatna Panega.
Este reședința obștinei omonime.

## Demografie
Componența etnică a orașului Lukovit
     Bulgari (68,84%)
     Romi (21,98%)
     Turci (1,76%)
     Nicio identificare (7,13%)
     Altele (0,26%)
La recensământul din 2011, populația orașului Lukovit era de 8.964 locuitori. Din punct de vedere etnic, majoritatea locuitorilor (68,84%) erau bulgari, existând și minorități de romi (21,98%) și turci (1,76%). Pentru 7,13% din locuitori nu este cunoscută apartenența etnică.